# Rune Lykkeberg
 Der er for få eller ingen kildehenvisninger i denne artikel, hvilket er et problem. Du kan hjælpe ved at angive troværdige kilder til de påstande, som fremføres i artiklen.

Rune Lykkeberg Nielsen (født 6. marts 1974 i Aarhus) er en dansk journalist, redaktør, forfatter og debattør.
Lykkeberg har læst filosofi og litteraturvidenskab på Københavns Universitet, men gik i stå i sine studier, og blev ikke færdig. Han har arbejdet som journalist ved Månedsbladet Press og været tilknyttet Information i 12 år fra 2001 til 2013. Fra 2005 til 2013 som redaktionschef for kultur og weekend.
1. august 2013 tiltrådte han som kulturredaktør på Politiken, men "vendte hjem" til Information i 2016 efter at stillingen som chefredaktør blev ledig.
Lykkeberg har skrevet 'Kampen om sandhederne' (Gyldendal, 2008). Med afsæt i folketingsvalget 2001 beskriver han det kulturradikale borgerskabs storhed og fald. Den ambitiøse bog blev positivt modtaget i avisanmeldelserne, lige fra dr.phil. Hans Hauge, der i Information kaldte ham en "ny Villy Sørensen" til Bent Blüdnikow, der i Berlingske Tidende kalder ham for "en ung begavet og muligvis venstreorienteret skribent". I september 2012 udkom bogen 'Alle har ret -Demokrati som princip og problem', hvori han beskæftiger sig med demokratiets vilkår i spændingsfeltet mellem borgernes frihed til at bestemme selv og dets muligheder for at bestemme sammen.
I 2017 valgte han som en af ganske få mediechefer at fortælle fagbladet Journalisten, hvad han tjente; 115.000 kroner månedligt inklusiv pension.
Siden februar 2024 har han sammen med Børsens chefredaktør Bjarne Corydon beværtet podcasten Lykkeberg & Corydon, som handler om dansk politik.
Han modtog i 2008 Georg Brandes-Prisen og i 2009 De Berlingske Journalisters Pris. Den 5. juni 2011 modtog han Ebbe Kløvedal Reichs demokratistafet fra forfatteren Carsten Jensen. Stafetten forpligter ham på at gøre en særlig indsats for demokratiet. Stafetten er oprettet og administreres af Oplysningsforbundet DEO. I 2012 modtog Lykkeberg Holbergmedaljen

## Bøger
- Kampen om sandhederne (2008)
- Alle har ret (2012)
- Deutschstunde (red. s.m. Peter Nielsen, 2017)
- Vesten mod Vesten (2019)
- Hegel (red. 2020)
- Samtaler om Shakespeare (2021)
- Langsomme samtaler (2022)
- Vi skal gøre det hele på én gang (2023)
- Det er punk at være positiv (2024)